# Leucosticte
Leucosticte là một chi chim trong họ Fringillidae.

## Các loài
- Leucosticte arctoa (Pallas, 1811)
- Leucosticte atrata Ridgway, 1874
- Leucosticte australis Ridgway, 1874
- Leucosticte brandti Bonaparte, 1850
- Leucosticte nemoricola (Hodgson, 1836)
- Leucosticte sillemi Roselaar, 1992
- Leucosticte tephrocotis (Swainson, 1832)